# Dendropemon oliganthus
Dendropemon oliganthus är en tvåhjärtbladig växtart som beskrevs av Ignatz Urban. Dendropemon oliganthus ingår i släktet Dendropemon och familjen Loranthaceae. Inga underarter finns listade i Catalogue of Life.